# Єлизаветпілля
Єлизаве́тпілля — село в Україні, у Нивотрудівській сільській територіальній громаді Криворізького району Дніпропетровської області. Населення — 126 мешканців.

## Географія
Село Єлизаветпілля знаходиться за 2 км від запруди Південного водосховища на лівому березі річки Балки Таранова, яка з нього витікає. На півдні межує з селом Вільне, та на півночі з селом Нова Зоря Криворізького району.

## Історія
Село найбільш відоме подіями коли наприкінці 1917 року селяни захопили поміщицькі землі і майно. Австро-німецькі війська, під контроль яких попало тоді Єлизаветпілля відновив порядок у селі. В один з червневих днів 1918 року всіх жителів зігнали на околицю, Перед натовпом поставили 14 зв'язаних сільських активістів, яким військово-польовий суд оголосив смертний вирок. З 14 пощастило залишитися в живих лише двом — О. Куриленку та К. Личатею. На околиці Єлизаветпілля встановлено обеліск на могилі, де поховано 12 повстанців.

## Населення
Згідно з переписом УРСР 1989 року чисельність наявного населення села становила 141 особа, з яких 64 чоловіки та 77 жінок.
За переписом населення України 2001 року в селі мешкало 125 осіб.

### Мова
Розподіл населення за рідною мовою за даними перепису 2001 року:
| Мова       | Відсоток |
| ---------- | -------- |
| українська | 95,24 %  |
| російська  | 3,17 %   |
| білоруська | 1,59 %   |